# 赵肃侯
趙肅侯（？—前326年）是中國戰國時期趙國的君主，原名趙語。
趙肅侯元年（前349年）趙肅侯奪取晉靖公的食邑端氏，將靖公流放到韓國的屯留，靖公被韓國所殺，晉國絕祀。
趙肅侯十七年（前333年）對魏、齊兩國聯合互尊為王一事不滿，包圍魏北部（河南內黃西），不克，被迫撤軍。在南、北邊境、漳水和滏水之間築起長城。在位二十四年卒，秦、楚、燕、齊、魏五國務派銳師一萬人，參加葬禮。子趙雍即位，是為武靈王。 
| 前任： 父趙成侯 | 趙國君主 前349年—前326年 | 繼任： 子趙武靈王 |

1. ↑  《史记·卷四十三·赵世家第十三》十七年，围魏黄，不克。筑长城。